# Xanca menuda cap-roja
La xanca menuda cap-roja, (Grallaricula cucullata) és una espècie d'au passeriforme pertanyent al gènere Grallaricula de la família Gral·làrids, anteriorment inclosa en la família Formicàrids. És nativa dels Andes de Colòmbia i nord-oest de Veneçuela.

## Distribució i hàbitat
Es distribueix pels Andes centrals i orientals de Colòmbia i del nord-oest de Veneçuela.
És aparentment rara i local en el sotabosc de les àrees més obertes de la Selva nebulosa dels Andes, principalment entre els 1800 i 2550 m d'altitud.

## Descripció
Mesura 10,2 cm de longitud. El cap i el coll són de color ataronjat i la resta del plomatge és una mescla de marró i gris, amb una mitja lluna blanca en la part inferior del coll. El bec és ataronjat.

## Estat de conservació
Aquesta espècie ha estat qualificada com a VU, “amenaçada d'extinció en grau vulnerable”, per la Unió Internacional per a la Conservació de la Natura (UICN) a causa que la seva petita població total, estimada en 2500 a 10000 individus, i la seva àrea de distribució limitada a uns pocs locals dispersos, es troben en decadència per la desforestació i la conversió per culpa de les plantacions de la ramaderia. No obstant això, ha estat recentment localitzada en algunes zones entre els antics llocs, i, si aquesta tendència es confirma, s'hauria de treure de la llista d'espècies vulnerables.

### Accions de conservació
La xanca menuda cap-roja viu en àrees protegides de Colòmbia com el parc nacional natural Cueva de los Guácharos (on és nombrós), el Parc regional Ucumarí, el parc nacional natural Tatamá, el parc nacional natural Cordillera de los Picachos i el Santuari de fauna i flora Otún Quimbaya; pot també trobar-se al parc nacional Natural Farallones de Cali. A Veneçuela es troba al parc nacional El Tamá.

## Subespècies
Segons la classificació del Congrés Ornitològic Internacional (IOC) (Versió 6.2, 2016) i Clements Checklist v.2015, es reconeixen dues subespècies, amb la seva corresponent distribució geogràfica:
- Conopophaga cucullata cucullata (Sclater, 1856 - Andes occidentals de Colòmbia (oest de Cali); en el pendent occidental de la Serralada Central (en Antioquia, Risaralda i Valle del Cauca), i en el pendent occidental de la serralada oriental (a Huila en la capçalera de la vall del Magdalena; i presumiblement també més al nord.
- Conopophaga cucullata venezuelana Phelps, WH & Phelps, WH Jr., 1956 - nord-oest de Veneçuela (sud-oest de Táchira) i centre de Colòmbia (est de Cundinamarca).